# Motorneuronsjukdom

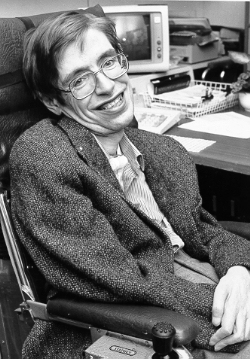
Fysikern Stephen Hawking hade en motorneuronsjukdom.

Motorneuronsjukdomar (MND) betecknar en grupp progressiva neurologiska sjukdomar där de nervceller som kontrollerar kroppens viljemässiga muskulatur (motorneuron) bryts ned och till slut slutar att fungera, vilket leder till tilltagande förlamningar. Amyotrofisk lateralskleros (ALS) är den vanligaste motorneuronsjukdomen.

## Klassifikation
Det finns två huvudgrupper av motorneuroner: de övre och de nedre motorneuronerna. Olika sjukdomar inom motorneuronsjukdomar debuterar med att skada olika motorneuron i kroppen. I en del av hjärnan som kallas för motorcortex finns de övre motorneuronen och i hjärnstammen och ryggmärgens främre del finns de nedre motorneuronen. Skador på de övre motorneuronen resulterar i centrala pareser och skador på de nedre motorneuronen leder till perifera pareser.
Det finns olika former av motorneuronsjukdomar och de brukar benämnas efter initial symptombild. De fyra vanligaste formerna är:
- Klassisk amyotrofisk lateralskleros är den vanligaste och dominanta formen av motorneuronsjukdom som påverkar både den övre och nedre motorneuronen. Denna sjukdom debuterar hos cirka 65 % av patienterna.
- Progressiv muskelatrofi (PMA) debuterar i de nedre motorneuronen. Den är ovanlig och motsvarar cirka 10 % av patienterna.
- Progressiv bulbär pares (PBP) skadar till en början de nedre motorneuronen i hjärnstammen.[1][2]
- Primär lateralskleros (PLS) är en form av motorneuronsjukdom som debuterar med skada på övre motorneuronen. PLS omfattar mindre än 10 % av patienterna.

De flesta patienter med dessa former av motorneuronsjukdomar kommer att utveckla en symptombild likt ALS. Denna utveckling sker individuellt och kan variera från månader till år.